# محمدهاشم بت‌شکن
محمدهاشم بت‌شکن (زاده ۱۳۴۶ در اصفهان)، بانکدار، مدیر ارشد اجرایی، متخصص مالی و بانکی، مدیرعامل فعلی بانک توسعه و تجارت اکو و دانشیار گروه مالی و بانکداری دانشگاه علامه طباطبائی می‌باشد. وی پیش از این، از سال ۱۳۸۷ عضو هیئت مدیره بانک اقتصاد نوین، از ۲۳ مهر ۱۳۹۰ تا مهر ۱۳۹۲ مدیر عامل بانک اقتصاد نوین و از مهر ۱۳۹۲ تا دی ۱۳۹۶ مدیر عامل بانک مسکن بوده‌است. همچنین او از دی ۱۳۹۶ تا مهر ۱۴۰۰ مشاور امور بانکی و پولی وزیر راه و شهرسازی  بوده‌است. ایشان از شهریور سال ۱۳۹۹ با حکم رئیس کل بانک مرکزی به عضویت هیئت مدیره صندوق ضمانت سپرده‌ها درآمده است.
او همچنین بین سال‌های ۱۳۸۰ تا ۱۳۸۷ مدیرعامل شرکت سرمایه‌گذاری بهمن، از سال ۱۳۸۶ تا ۱۳۸۸عضو هیئت مدیره گروه بهمن، از سال ۱۳۸۷ تا ۱۳۸۹رئیس هیئت مدیره شرکت بورس اوراق بهادار و عضو هیئت مدیره شرکت بورس اوراق بهادار تهران، از سال ۱۳۸۷ تا ۱۳۸۸ مشاور اقتصادی بانک کشاورزی به مدت یک سال و از سال ۱۳۸۷ تا ۱۳۹۰ معاون اقتصادی و برنامه‌ریزی و معاون بانکداری و رئیس هیئت مدیره بانک همکاری اسلامی عراق بوده‌است. وی همچنین از مؤسسان شرکت بیمه ملت به‌شمار می‌رود. وی بنیان‌گذار شرکت مشاوره مدیریت به رابین می‌باشد.
بت‌شکن دارای مدرک دکترای مدیریت مالی از دانشگاه تهران است. 

وی در ۹ مهر ۱۳۹۲، از سوی علی طیب‌نیا، وزیر اقتصاد به عنوان مدیرعامل بانک مسکن منصوب شد.

## سوابق تحصیلی
- کارشناسی مدیریت بازرگانی از دانشگاه اصفهان در سال ۱۳۶۸[نیازمند منبع]
- کارشناسی ارشد مدیریت بازرگانی با گرایش مالی از دانشگاه تهران در سال ۱۳۷۱[نیازمند منبع]
- دکتری مدیریت مالی از دانشگاه تهران در سال ۱۳۷۷[نیازمند منبع]

## سوابق اجرایی
- عضو هیئت مدیره صندوق ضمانت سپرده‌ها (از شهریور ۱۳۹۹ تاکنون)[۹]
- نماینده وزیر راه و شهرسازی در کمیسیون فرعی شورای پول و اعتبار (از ۱۳۹۶ تا مهر ۱۴۰۰)[۱۰]
- مدیر عامل بانک مسکن (۱۳۹۲ تا ۱۳۹۶)
- مدیرعامل شرکت سرمایه‌گذاری بهمن (۱۳۸۰ تا ۱۳۸۷)
- عضو هیئت مدیره شرکت سرمایه‌گذاری بهمن (۱۳۸۱ تا ۱۳۸۷)
- عضو هیئت مدیره شرکت سرمایه‌گذاری ملی ایران (۱۳۸۳ تا ۱۳۸۸)
- عضو هیئت مدیره گروه بهمن (۱۳۸۶ تا ۱۳۸۷)
- رئیس هیئت مدیره شرکت بورس اوراق بهادار (۱۳۸۷ تا ۱۳۸۹)
- مشاور اقتصادی بانک کشاورزی (۱۳۸۷ تا ۱۳۸۸)
- عضو هیئت مدیره شرکت بورس اوراق بهادار تهران (۱۳۸۷ تا ۱۳۸۹)
- عضو موظف هیئت مدیره و عضو هیئت عامل (ناظر بر حوزه‌های اعتبارات، بین‌الملل و بانکداری اختصاصی) بانک اقتصاد نوین (۱۳۸۷ تا کنون)
- معاون اقتصادی و برنامه‌ریزی بانک اقتصاد نوین (۱۳۸۷ تا ۱۳۹۰)
- معاون بانکداری شرکتی بانک اقتصاد نوین (۱۳۸۹ تا ۱۳۹۰)
- رئیس هیئت مدیره بانک همکاری اسلامی عراق (۱۳۸۷ تا ۱۳۹۰)